# Бакланиха (Кичменгско-Городецкий район)
Бакланиха — упразднённая деревня в Кичменгско-Городецком районе Вологодской области.
Входила в состав Енангского сельского поселения, с точки зрения административно-территориального деления — в Нижнеенангский сельсовет.
Расстояние по автодороге до районного центра Кичменгского Городка — 70 км, до центра муниципального образования Нижнего Енангска — 18 км. Ближайшие населённые пункты — Выползово, Прилуково, Калинино.
По переписи 2002 года население — 2 человека.
8 августа 2020 года была упразднена.